# The Simpsons: Night of the Living Treehouse of Horror
Night of the Living Treehouse of Horror je hra založená na americkém animovaném seriálu Simpsonovi. Hra byla vyvinuta Software Creations a vydaná v roce 2001 ve Fox Interactive/THQ pro Game Boy Color.

## Hra
Hra je založena na Speciálních čarodějnických dílech. Každý člen rodiny Simpsonových hraje ve své vlastní úrovni, založené na jednom z příběhů ze Speciálních čarodějnických dílů.

## Úrovně
- Bad Dream House je založená na stejnojmenné části prvního Speciálního čarodějnického dílu. Jedná se o Bartovu úroveň.
- Flying Tonight: Maggiina úroveň.
- Plan 9 From Outer Springfield: Margina úroveň.
- Vlad All Over: Homerova úroveň.
- If I Only Had a Body: Homerova úroveň, kde je robotem.
- Nightmare Cafeteria: Lízina úroveň.
- King Homer: Homerova úroveň, kde je gorilou (parodie na King Konga)